# Nedžad Mulabegović
Nedžad Mulabegović, né le 4 février 1981 à Derventa dans l'actuelle Bosnie-Herzégovine, est un athlète croate, spécialiste du lancer du poids.

## Carrière
Il termine 3e de la Coupe d'Europe hivernale des lancers en 2009.

## Palmarès
| Date | Compétition                          | Lieu         | Résultat | Marque  |
| ---- | ------------------------------------ | ------------ | -------- | ------- |
| 2003 | Universiade                          | Daegu        | 3e       | 19,99 m |
| 2009 | Coupe d’Europe hivernale des lancers | Los Realejos | 3e       | 19,69 m |
| 2009 | Jeux méditerranéens                  | Pescara      | 3e       | 19,85 m |
| 2010 | Championnats d’Europe                | Barcelone    | 5e       | 20,56 m |
| 2011 | Championnats d’Europe en salle       | Paris        | 4e       | 20,43 m |

### Records
| Épreuve         | Performance | Lieu     | Date       |
| --------------- | ----------- | -------- | ---------- |
| Lancer du poids | 20,66 m     | Kingston | 5 mai 2012 |

| Épreuve         | Performance | Lieu  | Date        |
| --------------- | ----------- | ----- | ----------- |
| Lancer du poids | 20,43 m     | Paris | 4 mars 2011 |